# Isoglucosa
También conocida como jarabe de maíz de alta fructosa (HFCS), jarabe de almidón con alto contenido en fructosa (HFSS) y jarabe de glucosa con alto contenido en frutosa (HFGS). La isoglucosa es un nuevo tipo de jarabe de almidón en que la glucosa se ha isomerizado en fructosa utilizando una o más enzimas de isomerización. Es el más importante de los edulcorantes fabricados a partir del almidón de maíz. Muy utilizado en la producción de alimentos (especialmente bollería industrial) y bebidas no alcohólicas.
Como dato curioso, en la Unión Europea, las exacciones sobre la producción y almacenamiento de la isoglucosa, el azúcar y el jarabe de inulina constituyen (junto a los derechos aduaneros y los recursos basados en el impuesto sobre el valor añadido y la renta nacional bruta) una fuente de recursos propios para el mantenimiento y financiación de las instituciones comunitarias.
- Datos: Q21573184